# Siphonocryptida
A Siphonocryptida a soklábúak (Myriapoda) altörzsének egyik ikerszelvényesek (Diplopoda) osztályába sorolt Helmintomorpha infraosztály (illetve öregrend) egyik rendje egyetlen családdal (Siphonocryptidae). Erősen széttagolt elterjedési területük kialakulását az ökológusoknak még nem sikerült pontosan tisztázniuk.

## Származásuk, elterjedésük
Valószínűleg az egykori Gondwana földrészen fejlődtek ki, és annak feldarabolódása után távoli, szigetszerű élőhelyekre szorultak vissza. Jelenleg ismert hat élőhelyük:
- Makaronézia szigetei,
- Szumátra,
- Maláj-félsziget,
- Tajvan,
- Nepál (Himalája), és legújabban a
- Kaukázus (Abházia) északi erdősége.

## Megjelenésük, felépítésük
Fejük hosszúkás, ormányszerűen megnyúlt.
Testük a félhengernél valamivel laposabb, összegömbölyödésre csaknem képes. Hát- és oldallemezeik teljesen egybeolvadtak. Hátuk közepén egy hosszanti bemélyedés (barázda) húzódik végig. Utolsó testszelvényüket a ráboruló hátlemez elfedi.
Lábaikon nincs járulékos karom. Párzólábaik rendkívül egyszerűek, a járólábaktól alig különböznek (ugyanannyi ízből állnak, egyszerű tüskéket viselnek).

## Megismerésük története
A család, illetve rend első faját 1894-ben írta le Szumátráról R.I. Pocock, és a következő évszázadban mindössze két példányáról tudott a világ (az egyiket Amszterdamban, a másikat Londonban őrzik). Egy újabb fajt 1967-ben a Kanári-szigetekről írt le Loksa Imre, az ELTE Állatrendszertani és Ökológiai Tanszékének professzora.
Az 1980-as években Henrik Enghoff, a koppenhágai Zoológiai Múzeum kutatója vizsgálta részletesen Makaronézia szigeteinek talajfaunáját, és a Loksa-féle, akkor még Syphonocryptus canariensisnek nevezett fajt több szigeten is megtalálta a bennszülött babérlombú erdő növénytársulás talajában. Nem sokkal ezután előkerült még néhány Siphonocryptus Szumátráról, valamint az első három a Maláj-félszigetről. Ekkor a Makaronéziában megismert fajt a másik kettőnél hosszabb teste és testszelvényeinek azokétól eltérő alakja miatt átsorolták a Hirudicryptus nembe.
A 2000-es évek első felében Tajvanról került elő egy új faj (Hirudicryptus taiwanensis), és ez jobban hasonlít a  Hirudicryptus canariensisre, mint a hátsó-indiai fajokra. A 2000-es évek végén a Himalájában találtak egy új Hirudicryptus fajt (ez lett az ötödik: Hirudicryptus quintumelementum), a Maláj-félszigeten pedig egy új Siphonocryptus fajt, ezzel a fajok száma hatra nőtt. Utoljára pedig 2015-ben a Kaukázus északi hegyeiből, Abháziából írták le a hetedik fajt, Hirudicryptus abchasicus néven. Legújabban ezt a fajt Oroszország Abháziával szomszédos erdőségében is megtalálták.

## Rendszertani felosztásuk
A Siphonocryptidae családot csak a 2010-es években emelték a rend szintjére, így a rendnek jelenleg ez az egyetlen családja.
1. Siphonocryptus nem:
- Siphonocryptus compactus (Szumátra)
- Siphonocryptus latior (Maláj-félsziget)
- Siphonocryptus zigzag (Maláj-félsziget)

2.  Hirudicryptus nem
- Hirudicryptus canariensis (Makaronézia)
- Hirudicryptus taiwanensis (Tajvan)
- Hirudicryptus quintumelementum (Nepál)
- Hirudicryptus abchasicus (Kaukázus)